# James Spragg
James Spragg, né le 19 juillet 1987 à Exeter, est un coureur cycliste anglais.

## Biographie

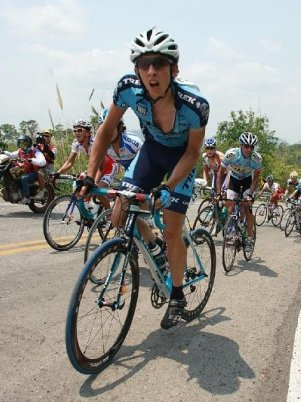
James Spragg lors du Tour de Thaïlande 2009.

Âgé de dix-neuf ans au mois de septembre 2006, James Spragg participe en Asie à sa première grande compétition, le Tour d'Indonésie, où il côtoie de nombreux professionnels, tels que David McCann (qui remporte le classement général), Uwe Hardter, son compatriote Daniel Lloyd ou André Schulze (vainqueur de la première étape). Le 30 août 2006, lors de la quatrième étape, longue de 245,1 kilomètres et ralliant Purwokerto à Solo, il parvient à s'échapper en compagnie du Japonais Shinichi Fukushima. Il termine deuxième de l'étape, battu au sprint par ce dernier. Les jours suivants, il réalise de solides performances pour terminer onzième du classement général. À l'époque, Spragg s'entraînait le matin et travaillait l'après-midi en tant que déménageur. Considérant avoir fait ses preuves dans le cyclisme, il décide de s'exiler en France afin de poursuivre son apprentissage et rêve de passer professionnel. 
Il s'installe alors dans le Sud-Ouest de la France, à l'US Montauban Cyclisme 82. Sa première course sur le sol français est l'Essor basque en tout début de saison. Il déclare alors : « au bout d'une heure trente, j'ai vu mon compteur indiquer 60 km/h. Je pensais que c'était pas possible, je trouvais ça barjot. Et puis, ma chaîne est tombée. J'ai essayé de rentrer dans les voitures. Je n'ai pas réussi ». L'apprentissage est difficile mais tout au long de la saison, il cumule les places d'honneur et les performances honorables. Le bilan de cette première saison est plutôt bon et il décide alors de suivre son coéquipier néo-zélandais Scott Lyttle dans l'autre club Tarn-et-Garonnais, le CA Castelsarrasin, là où il vivait d'ores et déjà depuis le début de l'année 2007.
Le niveau et la physionomie des courses est différent de ce qu'il a pu expérimenter en Angleterre. Après avoir aidé Scott Lyttle à remporter le Grand Prix de la ville de Buxerolles, épreuve de la Coupe de France des clubs amateurs ainsi que le Tour du Bassin d'Aurillac, il termine onzième du Tour du Tarn-et-Garonne. De même, il participe à la réputée Ronde de l'Isard d'Ariège où il s'échappe notamment dans la deuxième étape entre Les Cabanes et Goulier Neige. À la mi-juin, il retourne dans son pays natal pour y disputer les Championnats de Grande-Bretagne sur route, qu'il termine 29e, à une 1 minute 7 secondes du vainqueur, mais dans la roue de coureurs expérimentés comme Roger Hammond ou David Millar et devant Ben Swift. Un mois et demi plus tard, sur les routes bretonnes, il se classe septième de la première étape du Kreiz Breizh Elites à Plouray. Ces bons résultats attirent l'œil de Remko Kramer et Nathan Dahlberg, respectivement manager et directeur sportif de l'équipe Marco Polo. Un contrat d'un an est signé pour la saison 2009.

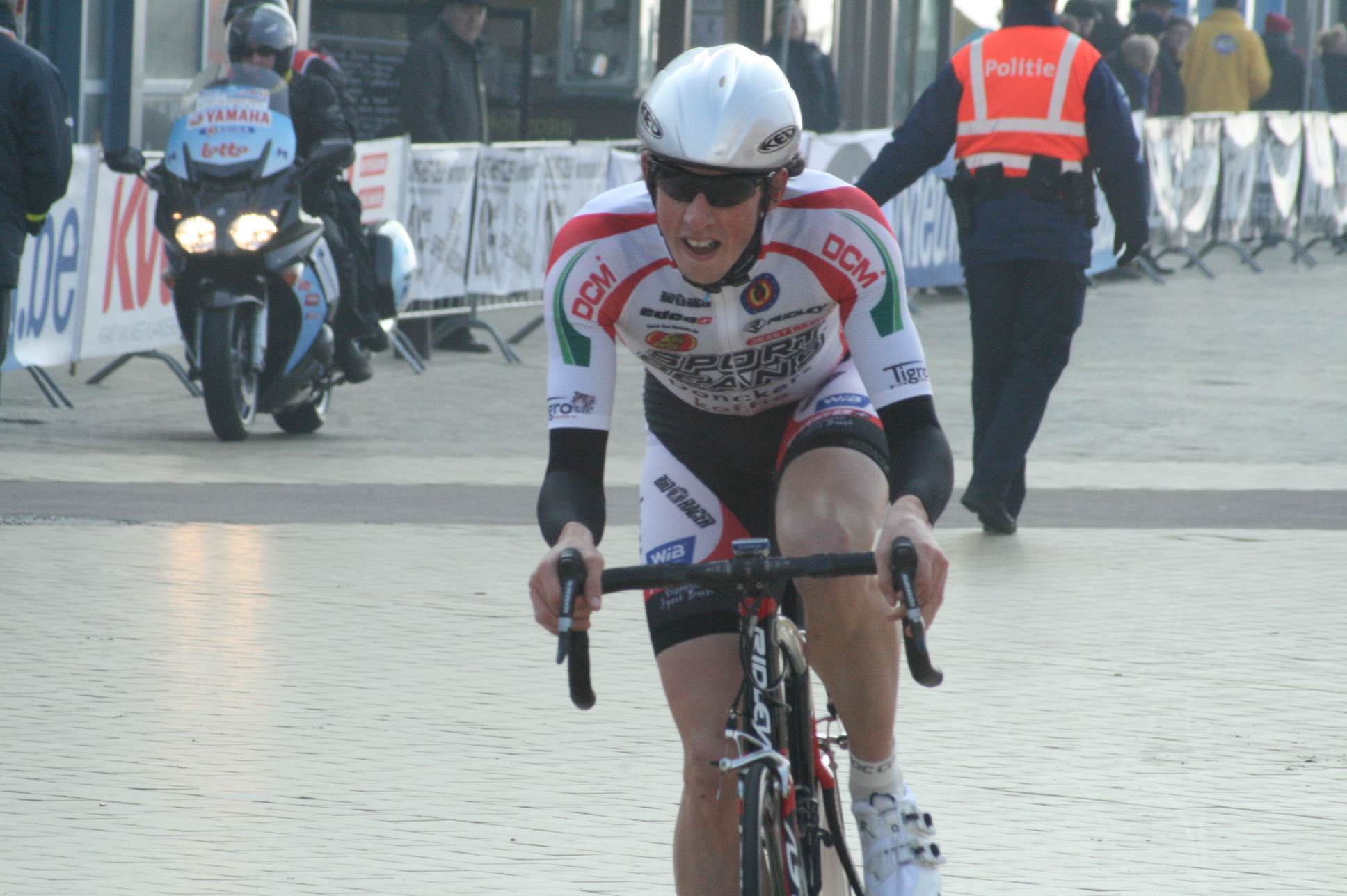
Lors du prologue des Trois Jours de Flandre-Occidentale à Middelkerke, en 2011.

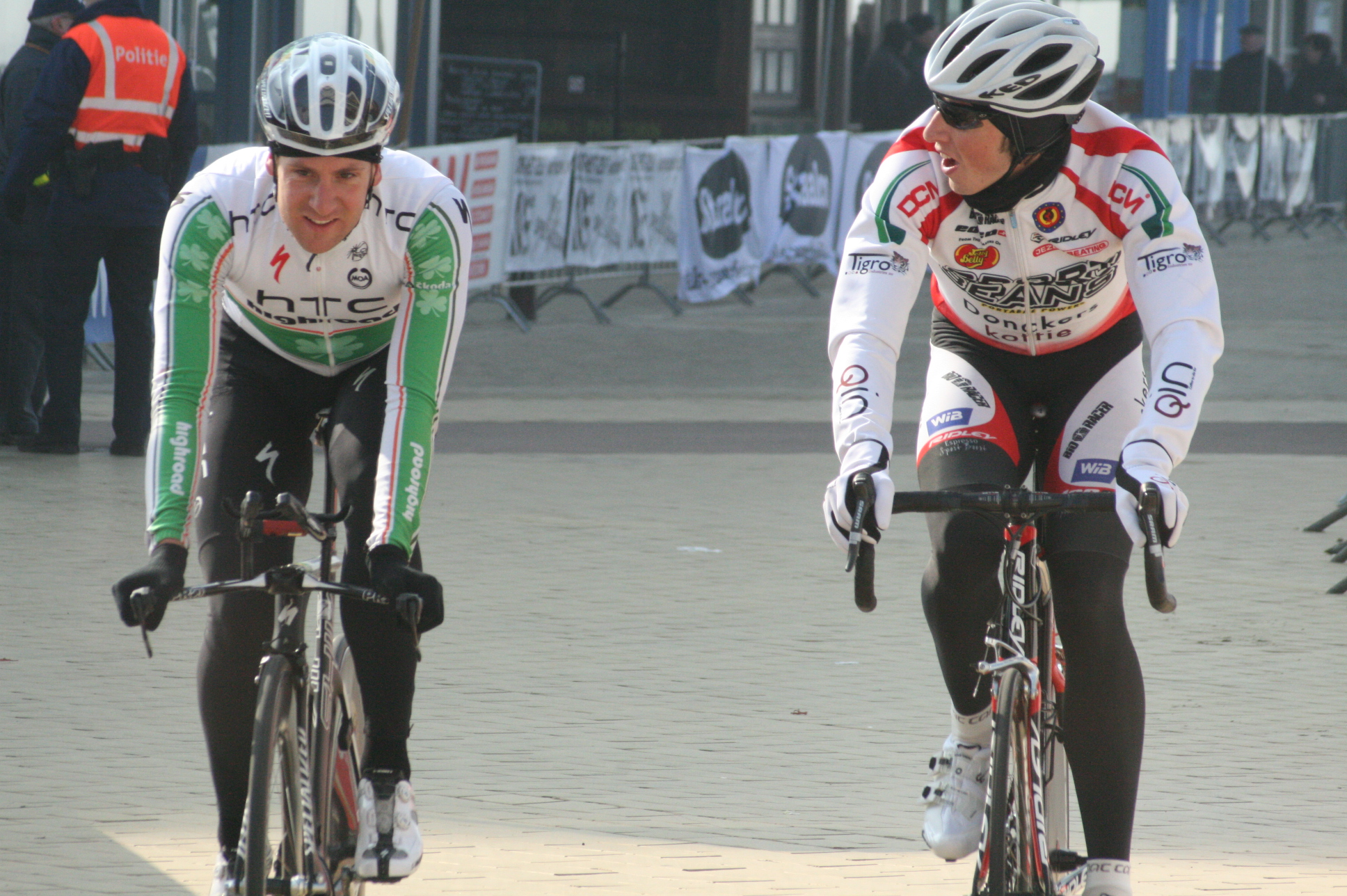
À droite, aux côtés du champion d'Irlande, Matthew Brammeier (Team Columbia-HTC), lors des Trois Jours de Flandre-Occidentale, en 2011.

James Spragg commence sa saison en Afrique du Sud, chasse gardée de l'équipe Barloworld, lors du Tour du Cap. Septième de la deuxième épreuve, sa saison est lancée. Au mois d'avril, il participe au Tour de Thaïlande, épreuve de dix étapes, au plateau international. Quatrième de la troisième étape à Udon Thani, il l'emporte au sprint à Na Kha au terme d'une étape de 186 kilomètres où il bat le Japonais Hayato Yoshida. Poursuivant son programme de course principalement asiatique, il dispute le Jelajah Malaysia qu'il termine à une encourageante quatorzième place. Sa première moitié de saison touche à sa fin par une cinquième place lors de la quatrième étape du Tour de Singkarak. La suite de sa saison le mène en Europe et plus précisément en Irlande. Le niveau est particulièrement relevé et il doit se contenter d'une dixième place d'étape au FBD Insurance Rás. Par la suite, il est distancé sur le Tour de Bochum remporté par Mark Cavendish. De retour en Asie, il se distingue par une septième place du Tour de Séoul. Sa première saison professionnelle se termine au Tour de Hainan, épreuve hors-catégorie d'une envergure nouvelle à seulement vingt-deux ans. Quatorzième d'une étape et 36e au général à une minute d'une vainqueur, l'expérience est enrichissante. Avec ses résultats dénotant d'une bonne régularité, il s'engage pour la saison 2010 dans l'équipe belge Qin, aux côtés de Jeremy Yates et de Jan Kuyckx, deuxième du Paris-Tours 2008. Il s'installe alors aux Pays-Bas, dans la ville de Geleen.
Cinquante-sixième du Grand Prix Samyn, il abandonne lors de la troisième étape des Trois Jours de Flandre-Occidentale avant de contribuer largement à la victoire de Jan Kuyckx lors du Grand Prix du 1er mai, qu'il termine pourtant à la neuvième place. Début juin, le Britannique poursuit sa montée en puissance sur une autre course de catégorie 1.2 en terminant sixième du Mémorial Philippe Van Coningsloo.

## Palmarès

### Par années
- 2006
  - 4e étape du Tour d'Indonésie
  - 2e du championnat de Grande-Bretagne sur route espoirs
- 2009
  - 5e étape du Tour de Thaïlande
- 2014
  - 2ea étape du Tour de Guyane

### Classements mondiaux
| Année           | 2006 | 2007 | 2008 | 2009 | 2010 |
| --------------- | ---- | ---- | ---- | ---- | ---- |
| UCI Africa Tour |      |      |      | 121e |      |
| UCI Asia Tour   | 209e |      |      | 192e | 252e |
| UCI Europe Tour |      |      |      |      | 884e |